# Wiesław Szlachetka

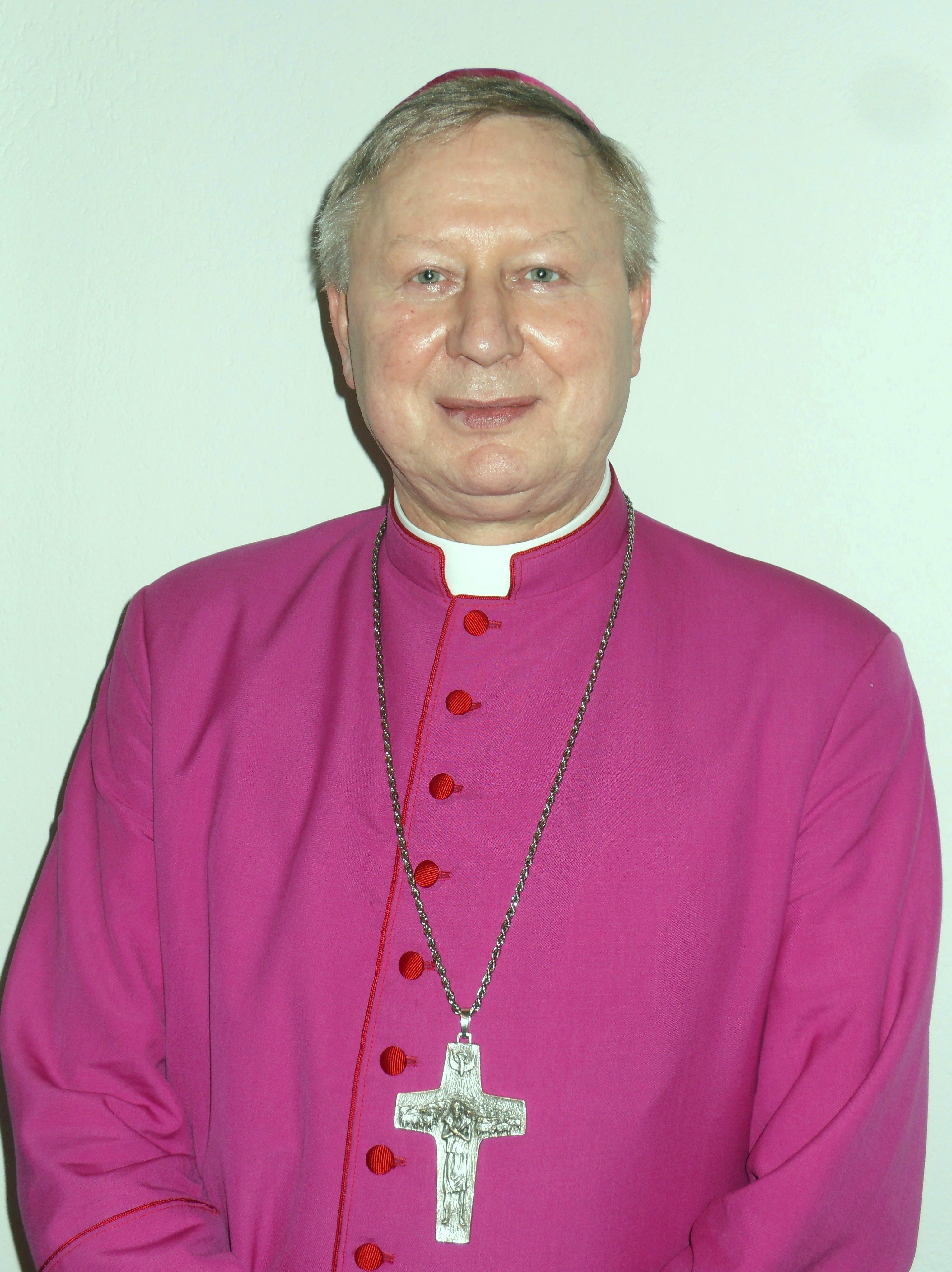
Wiesław Szlachetka

Wappen von Wiesław Szlachetka

Wiesław Szlachetka (* 21. November 1959 in Mała Komorza, Woiwodschaft Kujawien-Pommern, Polen) ist ein polnischer Geistlicher und römisch-katholischer Weihbischof in Danzig.

## Leben
Wiesław Szlachetka trat 1980 in das Priesterseminar in Pelplin ein und empfing am 17. Mai 1986 das Sakrament der Priesterweihe für das Bistum Kulm. Von 1988 bis 1992 studierte er Biblische Theologie an der Theologischen Akademie in Warschau, wo er auch 1997 zum Doctor theologiae promoviert wurde.
Am 25. März 1992 wurde er in das Bistum Danzig inkardiniert. Von 1986 bis 2000 war er als Seelsorger in der Salvator-Pfarrei in Danzig-Osowa tätig. Seit 1992 lehrte er zudem am Priesterseminar in Danzig. Vom Jahr 2000 bis 2013 war er Pfarrer der Pfarrei St. Polykarp in Danzig-Osowa.
Am 21. Dezember 2013 ernannte ihn Papst Franziskus zum Titularbischof von Vageata und zum Weihbischof in Danzig. Die Bischofsweihe spendete ihm der Apostolische Nuntius in Polen, Erzbischof Celestino Migliore, am 4. Januar des folgenden Jahres. Mitkonsekratoren waren der Erzbischof von Danzig, Sławoj Leszek Głódź, und der emeritierte Erzbischof von Gnesen, Henryk Józef Muszyński.